# Siphonandrium
Siphonandrium  es un género de plantas con flores perteneciente a la familia de las rubiáceas. Incluye una sola especie: Siphonandrium intricatum K.Schum. in K.M.Schumann & C.A.G.Lauterbach (1905).

Es nativo de Nueva Guinea.